# Radułyno
Radułyno (ukr. Радулино) – stacja kolejowa w miejscowości Dubriwka, w rejonie zwiahelskim, w obwodzie żytomierskim, na Ukrainie. Położona jest na linii Kalinkowicze – Szepetówka.
W okresie międzywojennym istniała w tym miejscu mijanka.